# دياني فاهي
دياني فاهي (بالإنجليزية: Diane Fahey)‏ هي كاتِبة وشاعرة أسترالية، ولدت في 2 يناير 1945 في ملبورن في أستراليا.